# Rembercourt-Sommaisne
Rembercourt-Sommaisne település Franciaországban, Meuse megyében. Lakosainak száma 311 fő (2022. január 1.). Rembercourt-Sommaisne Beausite, Les Hauts-de-Chée, Courcelles-sur-Aire, Érize-la-Petite, Lisle-en-Barrois, Pretz-en-Argonne, Raival és Vaubecourt községekkel határos.

## Népesség
A település népessége az elmúlt években az alábbi módon változott:
| Lakosok száma | 362  | 354  | 349  | 321  | 338  | 348  | 353  | 330  | 318  | 311  |
|               | 1968 | 1982 | 1990 | 2006 | 2013 | 2015 | 2017 | 2019 | 2020 | 2022 |